# Centrale nucléaire de Metsamor
Pour les articles homonymes, voir Metsamor (homonymie).
La centrale nucléaire de Metsamor a été construite pendant les années 1970, à environ 30 km de la capitale arménienne, Erevan. La centrale est équipée de deux réacteurs nucléaires de type VVER-440/V230 comportant quelques améliorations antisismiques et parfois dénommés VVER-440/V270. La tranche 1 a été définitivement arrêtée en 1989 après le séisme de 1988.

## Contexte
Il s'agit d'une des centrales nucléaires les plus dangereuses au monde, de plus située près d'une faille sismique.
L'Union européenne encourage le gouvernement arménien à fermer la centrale car elle se trouve dans une région à haut risque sismique et qu'elle ne respecte pas par ailleurs les normes parasismiques. Entre-temps, le gouvernement arménien a annoncé qu'il prolongeait jusqu'à 2020 la durée d'exploitation du réacteur nucléaire de la centrale, puis jusqu'à 2026 en 2015, et envisage de prolonger son fonctionnement jusqu'en 2036.

## Liste des réacteurs
| Nom du réacteur | Modèle       | Puissance brute(MW) | Puissance nette(MW) | Début de construction | Raccordement au réseau | Mise en service commerciale | Statut                                      |
| --------------- | ------------ | ------------------- | ------------------- | --------------------- | ---------------------- | --------------------------- | ------------------------------------------- |
| Armenia-1       | VVER-440/270 | 408                 | 376                 | 01.07.1969            | 22.12.1976             | 06.10.1977                  | Mise à l'arrêt définitive en février 1989   |
| Armenia-2       | VVER-440/270 | 448                 | 416                 | 01.07.1975            | 05.01.1980             | 03.05.1980                  | Opérationnel, mise à l'arrêt prévue en 2026 |

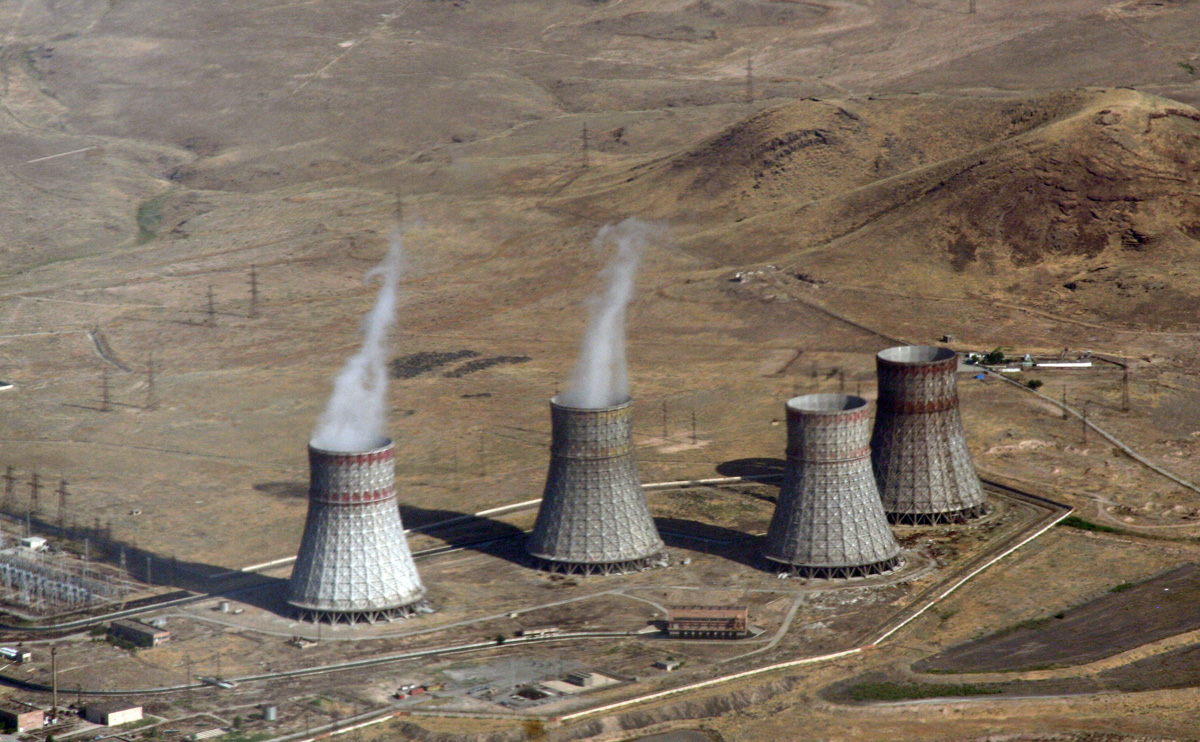
Vue aérienne des tours aéroréfrigérantes de la centrale en 2007.

La centrale produit environ 40 % de l'électricité produite en Arménie. Elle emploie plus de 1 700 personnes.
Elle fut fermée à la suite du tremblement de terre dans la région de Spitak en 1988. Cependant, les blocus de la Turquie et de l'Azerbaïdjan ont conduit le gouvernement arménien à rouvrir la centrale en 1993. Le réacteur no 2 a été remis en service le 26 octobre 1995. 